# 清晰法令
《清晰法令》（英語：Clarity Act，成為法律之前為C-20法案）是由加拿大國會立法通過，條文定義了加拿大政府在一個省進行可能脫離聯邦的投票時加入協商討論。這規定為了進行脫離聯邦的協商，一個省所辦理的獨立公投必須「清晰」定義它對選民所提出就獨立方面的問題，並且結果將必須是絕對多數，即比50%多一個人的多數，不得是相对多數，但是否清晰則依照下議院的主觀裁決。
《清晰法令》（C-20法案）於1999年12月13日在下議院第一次被提出討論，在2000年3月15日被下議院通過，在6月29日最終版本由上議院通過。
《清晰法令》乃是針對1995年魁北克公民投票與該省推動中的魁北克獨立運動的回應，在1996年改革黨下議院議員史蒂芬·哈珀提出了一個相似但寬鬆的個人動議－魁北克臨時動議（執行中的名稱為C-341法案），此法案為《清晰法令》的前身，但最後並未被通過。
《清晰法令》的內容依據加拿大最高法院《關於魁北克分離權的轉介》作為參考，在让·克雷蒂安領導聯邦政府任內通過。

## 背景

### 公民投票主題的模稜兩可
推動《清晰法令》的主要力量來自於幾乎使魁北克脫離聯邦的1995年魁北克公民投票，該公投以一個些微的差距（50.58%對49.42%），使魁北克人民投票否決了脫離聯邦的選項。許多渥太華的擁護聯邦者完全未預料到此結果，而他們相信公投結果依加拿大法律並沒有法律效力。
最強烈的反彈來自於擅自把1995年公投問題模糊化，事實上魁北克已經通過法律，以確保萬一與加拿大政府的憲法上的協調失敗後魁北克省議會仍保有單方面宣布獨立權力。
這個1995年魁北克公民投票文章以及文章尾部的魁北克前途法案（Act Respecting the Future of Québec）的外部連結，這些敘述包含了單方面宣告獨立的細節。

### 斯特凡·迪翁與三份公開信
內閣總理让·克雷蒂安委派政治學家斯特凡狄安作為各級政府關係事務部長，狄安挑戰魁獨支持者有關於1995年魁北克公民投票法律上的正確性問題，撰寫了三封公開信寄給魁北克省长盧遜·布薩與魁北克政府關係事務部長傑奎斯·布拉撒。
在第一封公開信中，狄安挑戰呂西安·布薩聲稱的三個主張：國際法支持單方面宣告獨立，脫離聯邦僅"50%+1"的多數即可作為足夠的門檻，國際法將保護脫離後的魁北克領土完整。
對抗第一個主張，狄安提出絕對多數的國際法專家「相信單方面宣告脫離聯邦的權力不屬於像加拿大這種民主國家的憲法精神」
關於簡單多數的爭議，狄安提出：由於此脫離聯邦的結果對魁北克民眾是一個重大的變革，簡單多數有可能在面對難題時便不再存在，也不足以確保脫離聯邦方案的政治合法性。
關於魁北克領土的完整性，狄安反駁「在國際法上從未有隻字片語提到保護魁北克領土卻不保護加拿大的，國際上的經驗證明了可以對尋求獨立的政治實體提出國界的質疑，甚至有時乃因為民主的原因」。
在狄安寫給魁北克政府關係事務部長傑奎斯·布拉撒的第二封公開信中，狄安擴充了他稍早對魁北克獨立後領土完整性的質疑，指出在此爭議論點中加拿大可被分割而魁北克卻不可被分割的矛盾。接著狄安強調，在缺乏加拿大政府的承認同時又存在可觀的少數反對人民，單方面宣告獨立在獲取國際承認上面臨極大困難。
在狄安寫給盧遜·布薩的第三封公開信，他嚴辭批評魁北克省长只接受某些特定的最高法院魁獨案裁決觀點（例如:魁北克人民清楚表示獨立意圖後，加拿大政府負有與魁北克協商獨立的政治義務）而不接受其他部分的條文（例如:在一個明確的問題上得到明顯的多數），並且單方面宣告獨立乃違憲作法。
關於法律條件，狄安提出了三個主張：聯邦政府扮演一個具有公投問題選擇權的角色，並成為通過獨立所需支持比例的標準，而脫離聯邦只可以透過協商達成而非「單方面宣告獨立」，並且協商的條件不能由魁北克政府單獨決定

### 最高法院魁獨案裁決
1996年9月30日狄安遞交三個問題給加拿大最高法院以釐清最高法院魁獨案裁決的憲法爭議：
1. 依照加拿大的憲法，魁北克省議會、立法機關或政府能不能單方面使魁北克脫離加拿大獨立?
2. 國際法是否賦予魁北克省議會、立法機關或政府單方面使魁北克脫離加拿大的權利? 關於此，國際法上的自決權有沒有賦予魁北克省議會、立法機關或政府單方面使魁北克脫離加拿大的權能?
3. 如國內法與國際法在魁北克省議會、立法機關或政府是否有單方面使魁北克脫離加拿大獨立的權利上有衝突，加拿大應以何者優先?

公開這些問題的同時，魁北克的統獨兩方包括魁人政團與眾多的擁護聯邦者都譴責渥太華的態度，在加拿大下議院推動《清晰法令》的兩天後，魁北克省議會由魁北克人黨政府通過一個尊重魁北克人民與省行使基本權力與特權法案。
1998年，最高法院的結論為依據國際法與加拿大法律魁北克沒有權力單方面獨立。然而，如果魁北克人表達出清楚的獨立意願，加拿大政府將必須與魁北克省政府進行協商。這確認了加拿大國會有權確認是否公民投票的議題是否足夠明確以啟動這樣的協商，這確保了加拿大憲法的效力，除非脫離聯邦的相關條文被參與的全部政黨同意，這些條文將必須尊重在加拿大憲法描述的民主原則，少數與個體權力。
魁北克政府與加拿大政府都公開陳述他們非常滿意最高法院的觀點，最高法院認為魁北克既不能法理上從加拿大獨立而在投票選擇獨立結果為明顯的多數時，加拿大政府將對魁北克的獨立協商負有「政治義務」。

### 比爾·柯林頓與第一屆聯邦主義國際會議
1999年10月，狄安持續組織並在塔伯拉山舉辦第一屆聯邦主義國際會議以促進國際對於加拿大聯邦主義的支援。在會議中魁北克獨立派領導者們獲得授權擔任吃重的角色，可使用他們的發言權在國際參與者前面抨擊加拿大聯邦主義以困擾主辦的聯邦主義者。
但《清晰法令》在結束致詞時從美國时任總統柯林頓處得到了很大的支持。正當魁北克總理盧遜·布薩對聽眾演說時，柯林頓重述了最高法院魁獨案裁決，警告那些「當人民為了得到政治上有意義的存在而去思考是否應該獨立時，應該問一個嚴肅的問題...是否少數的權力也尊重了多數的權力??我們將如何與我們的鄰居合作?」。
柯林頓質疑聯邦主義提供一個方式讓人民尋求身分的認知，卻缺乏在單一獨立國家狀態中的限制。這個演說也停止了其他有關美國對於魁北克單方面獨立法理上與可行性上立場的疑問。

### 《清晰法令》的通過與反應
《清晰法令》（C-20法案）稍後完成法案並於1999年12月13日發表。魁北克省議會內的政黨發表了更激烈的抨擊，包括魁人政團也包括了眾多的聯邦主義者。
由查尔斯·约瑟夫·克拉克領導的進步保守黨也反對此法案。隨著加拿大國會正式通過此法案，一份支持魁北克自決權的公開信發表並由為數眾多的魁北克與加拿大其他地區的知識份子簽署。
魁北克最大的英語族群權利團體魁北克聯盟領導人威廉·強森他說，此法案可避免分離主義者發表誤導資訊。
前加拿大總理讓·克雷蒂安常常提到《清晰法令》乃是他聯邦政治生涯中最驕傲的成就。
在CTV於2005年5月15日的訪問中，獨立派的魁北克前總理傑奎斯·帕希茲說：「《清晰法令》沒有意義，應被忽略」。
2005年12月7日在聯邦選舉中，加拿大新民主党領導人傑克·林頓還宣稱他替《清晰法令》背書。這與2004加拿大選舉的談話形成對比，那時他說該法案強化了加拿大的不一致性。對於他改變為支持論點，他歸因為了解到該法案乃合乎憲法。

## 關鍵觀點
法律上的關鍵觀點包含了以下幾項:
- 提出公投前給予下議院權力決定公決的議題是否足夠清楚以供選民判斷
- 被認定不清晰問題的具體陳述不應只單獨參考分離的一方
- 給予下議院權力以釐清在公民投票中何為清楚的多數,這暗示著成功的獨立必須要有絕對多數
- 所有的省與原住民必須都是協商的其中一份子
- 允許下議院推翻投票的決定,如果它認為投票違反了任何清晰法的原則
- 加拿大一省的獨立將需要提出一個憲法修正案

## 外部連結
- 《清晰法令》全文[永久]
- 法院裁決魁北克脫離案件全文
- 1995魁北克前途法案 （页面存档备份，存于）
- 支持魁北克自決之民主權力的公開條文 （页面存档备份，存于）
- Debates - Issue 44 - April 6, 2000 (Senate's Second Reading debate about the passage of specific powers to the House of Commons; notable because the Senate is a co-equal body) （页面存档备份，存于）
- CBC在《清晰法令》被提出時的報導 （页面存档备份，存于）